# دراغون بول زد: الثنائي الخطير! المحاربون الخارقون لا يستريحون
دراغون بول زد: عودة برولي كما يعرف بالانكليزية: Dragon Ball Z: Broly – Second Coming، ويعرف باليابانية باسم دراغون بول زد: الثنائي الخطير! المحاربون الخارقون لا يستريحون ドラゴンボール Z 危険なふたり!超戦士はねむれない هو الفيلم العاشر من أفلام دراغون بول زد اصدر باليابان بالثاني عشر من آذار عام 1994 م من قبل استديو توي انمي فير واصدر في أمريكا الشمالية بالخامس من نيسان عام 2005 ميلادي.
بالعام 2007, قام استديو فانيمشن باعادة إصدار لفيلم دراغون بول زد: الاحتراق!! معركة قريبة - معركة عنيفة - معركة خارقة العنف ودراغون بول زد: الثنائي الخطير! المحاربون الخارقون لا يستريحون بدقة بلوراي. كلاهما أصبحا بدقة عالية HD 1080p أو 720p .

## ملخص ما حدث في الجزء السابق
عندما كان الاصدقاء خارجين في نزهة جائت مركبة فضائية إلى الأرض، ظهر بارغوس (والد برولي)، وطلب من فيجيتا القدوم إلى كوكب فيجيتا الجديد، بالإضافة إلى ايقاف السايان الأسطوري الذي قد يتسبب بتدمير هذا الكوكب، في نفس الوقت، طلب كينغ كاي من جوكو أن يوقف السايان الأسطوري، ذهب الجميع إلى كوكب فيجيتا الجديد كما سماه بارغوس، لكن جوكو بذكائه، اكتشف أن بارغوس ينوي التخلص منهم، فقد بارغوس السيطرة على برولي، وتحول برولي إلى آلترا سوبر سايان، كانت المعركة صعبة جدا بالنسبة للأصدقاء، لكن جوكو نجح في هزيمته في النهاية، وذلك عن طريق أخذه لقوة الأصدقاء (قوة 4 أشخاص في جسد واحد)، فحدث ما حدث ونجحوا من الخروج من الكوكب الذي كان على وشك الدمار

## قصة هذا الجزء
تمكن برولي من النجاة بطريقة مجهولة (يقال أنه هرب من الكوكب بالمركبة الفضائية)، ثم هبط في كوكب الأرض
بالمصادفة، كانت الإصابة بليغة جدا، لدرجة أنه سقط مغشيا عليه في حفرة عميقة، بعد ذلك غمرت المياه هذه الحفرة ثم تجمدت، ظل برولي نائما في حفرة، بعد مرور سبع سنوات، حاول الأصدقاء جوتن وترانكس وفيديل العثور على كرات الدراغون بول، ولذلك للإعادة جوكو إلى الحياة بعد قتاله ضد سيل، أثناء بحثهم عن كرات الدراغون بول كان جوتن يشعر بالجوع الشديد، وهذا دفعه إلى الصراخ، لكن فيديل صديقة جوهان صفعته حتى يكف عن الصراخ، لكن جوتن بدأ بالبكاء، وأثناء ذلك، سمع برولي صوت جوتن، تذكر برولي صوت بكاء جوكو الذي أزعجه عندما كان طفلا رضيعا، فخرج برولي من الحفرة ثائرا وهو يردد هذا الاسم: كاكاروت...كاكاروووووت!!!!! بعد ذلك هاجم الأصدقاء وبدأت المتاعب.

## الشخصيات
جوهان: بطل الفيلم، جوهان أصبح كبيرا الآن ويستطيع الاعتماد على نفسه، عندما علم أن جوتن وترانكس وفيديل وحوحين في خطر كبير، وذلك لأنهم يقاتلون برولي، أسرع لمساعدتهم وثم بعد ذلك القضاء على برولي وإنقاذ الأرض.
جوتن: شقيق جوهان، وهو من سبب الإزعاج لبرولي أثناء نومه، يحاول البحث عن كرات الدراغون بول ليرى والده مجددا، ولكن ظهور برولي أفسد عمله، وجوتن هو من سوف يساعد جوهان في القضاء علي برولي.
ترانكس: خسارة -___-، كنا نتمنى أن نرى ترانكس المستقبلي من جديد، عموما ترانكس هو صديق حميم لجوتن، وأراد مساعدة صديقه في العثور على كرات الدراغون بول، ولكن حدث ما حدث.
- فيديل: صديقة لجوهان، تساعد جوتن وترانكس في العثور على كرات الدراغون بول، لكنها ورطت نفسها في قتال برولي، ما كان عليها أن تصفع جوتن، ولكن تجري الرياح بما لا تشتهي السفن.

كريلان: شخصية كوميدية، له دور فعال في الفيلم، كريلان أنقذ جوهان من الموت المحقق باعطائه السينزو بين، والتي أعادت إليه قوته.
برولي: نعم، الوحش الذي لا يحمل أي شكل من أشكال الرحمة، الوحش الذي لا يشق له الغبار، الوحش الذي يحب أن يدمر كل شي يقع في نظره، عاد برولي الشرير الرئيسي للفلم، وتصوروا، لأول مرة نرى برولي وهو على هيئة السوبر سايان العادي، في الجزء السابق كان شعره يتغير إلى اللون البنفسجي بسبب الجهاز الموضوع على رأسه، لكن هذه المرة لن يكون هناك أي جهاز، يستطيع التحول بسهولة، كاد برولي أن يقضي على جوتن وترانكس فيدل لولا تدخل جوهان في اللحظة الأخيرة، فغضب برولي غضبا شديدا وتحول إلى آلترا سوبر سايان، وهو التحول الذي يجعله ضخم الجثة.
جوكو: والد جوهان وجوتن، والشخص الذي يرغب الأصدقاء اعادته إلى الحياة، لكن جوكو لن يظهر الا في آخر الفيلم،

## روابط خارجية
- دراغون بول زد: الثنائي الخطير! المحاربون الخارقون لا يستريحون على موقع IMDb (الإنجليزية)
- دراغون بول زد: الثنائي الخطير! المحاربون الخارقون لا يستريحون على موقع روتن توميتوز (الإنجليزية)
- دراغون بول زد: الثنائي الخطير! المحاربون الخارقون لا يستريحون على موقع نتفليكس (الإنجليزية)
- دراغون بول زد: الثنائي الخطير! المحاربون الخارقون لا يستريحون على موقع ألو سيني (الفرنسية)
- دراغون بول زد: الثنائي الخطير! المحاربون الخارقون لا يستريحون على موقع أول موفي (الإنجليزية)
- دراغون بول زد: الثنائي الخطير! المحاربون الخارقون لا يستريحون على موقع فيلمافينيتي (الإسبانية)
- دراغون بول زد: الثنائي الخطير! المحاربون الخارقون لا يستريحون على موقع قاعدة بيانات الفيلم (الإنجليزية)
- دراغون بول زد: الثنائي الخطير! المحاربون الخارقون لا يستريحون على موقع ليتربوكسد (الإنجليزية)
- دراغون بول زد: الثنائي الخطير! المحاربون الخارقون لا يستريحون على موقع كينوبويسك (الروسية)
- دراغون بول زد: الثنائي الخطير! المحاربون الخارقون لا يستريحون على موقع ANN anime (الإنجليزية)